# Inglewood Park Cemetery
Inglewood Park Cemetery er en begravelsesplads som blev oprettet i 1905 i Inglewood i Californien. En række kendte personer har siden fået begravelsespladsen som sit sidste hvilested.

## Kendte grave

### A
- Margaret Q. Adams (1874-1974), USA's første kvindelige vicesheriff
- Coit Albertson (1880-1953), skuespiller
- Lloyd Avery II (1969-2005), skuespiller

### B
- Gertrude Baines (1894-2009), superhundredårig
- Chet Baker (1929-1988), jazzmusiker
- Reginald Barker (1886-1945), instruktør
- Edgar Bergen (1903-1978), bugtaler
- Frances Bergen (1922-2006), skuespillerinde og model, Edgar Bergens kone
- Paul Bern (1885-1932), instruktør
- Richard Berry (1935-1997), sanger, sangskriver
- Barbara Billingsley (1915-2010), skuespillerinde
- Lyman Bostock (1950-1978), baseballspiller
- Fletcher Bowron (1887-1968), dommer, tidligere ordfører i Los Angeles
- Tom Bradley (1917-1998), tidligere ordfører i Los Angeles
- Charles Brown (1922-1999), sanger
- Nacio Herb Brown (1896-1964), komponist

### C
- Bebe Moore Campbell (1951-2006), forfatter
- Caesar Cardini (1896-1956), opfinderen af caesarsalat
- Norman Spencer Chaplin (1919-1919), Charlie Chaplins søn
- Ray Charles (1930-2004), sanger
- Thornton Chase (1847-1912), Bahá'í
- James Cleveland (1931-1991), gospelsanger, komponist
- Johnnie Cochran (1937-2005), advokat
- Ray "Crash" Corrigan (1902-1976), skuespiller
- Pee Wee Crayton (1914-1985), guitarist, sanger
- Sam Crawford (1880-1968), baseballspiller

### D
- Julian C. Dixon (1934-2000), politiker
- Badja Djola (1948-2005), skuespiller
- William Duncan (1879-1961), skuespiller, instruktør

### E
Tekst mangler, hjælp os med at skrive teksten

### F
- Louise Fazenda (1895-1962), skuespillerinde
- Ella Fitzgerald (1917-1996), jazzsangerinde
- Curt Flood (1938-1997), baseballspiller
- Lowell Fulson (1921-1999), guitarist, sangskriver

### G
- Hoot Gibson (1892-1962), skuespiller, instruktør, filmproducent
- Jim Gilliam (1928-1978), baseballspiller
- Betty Grable (1916-1973), skuespillerinde, sangerinde, danserinde
- Ferde Grofé (1892-1972), pianist, komponist

### H
- Kenneth Hahn (1920-1997), politiker
- Jester Hairston (1901-2000), skuespiller, komponist, sangskriver
- Lois Hall (1926-2006), skuespillerinde
- Bernie Hamilton (1928-2008), skuespiller
- Robin Harris (1953-1990), skuespiller, komiker
- Helen Humes (1913-1981), sangerinde
- Flo Hyman (1954-1986), volleyballspiller

### I
Tekst mangler, hjælp os med at skrive teksten

### J
- Bud Jamison (1894-1944), skuespiller
- James J. Jeffries (1875-1953), bokser og verdensmester i sværvægt.

### K
- Robert Kardashian (1944-2003), advokat
- Cecil R. King (1898-1974), politiker

### L
- Allan Lane (1909-1973), skuespiller
- Walter Lang (1896-1972), instruktør
- Gypsy Rose Lee (1911-1970), burlesqueartist, skuespillerinde

### M
- D'Urville Martin (1939-1984), skuespiller, instruktør
- Fred McMullin (1891-1952), baseballspiller
- Louis Meyer (1904-1995), motorsportsfører
- Cleo Moore (1928-1973), skuespillerinde
- Ernie Morrison (1912-1989), skuespiller

### O
- Fred Offenhauser (1888-1973), motordesigner

### P
- LaWanda Page (1920-2002), skuespillerinde
- Billy Preston (1946-2006), soulmusiker
- George W. Prince (1854-1939), politiker

### Q
Tekst mangler, hjælp os med at skrive teksten

### R
- Robert Riskin (1897-1955), manuskriptforfatter
- Sugar Ray Robinson (1921-1989), bokser
- Cesar Romero (1907-1994), skuespiller

### S
- Evelyn Selbie (1871-1950), skuespillerinde
- Blanche Sewell (1898-1949), filmklipper
- Frank L. Shaw (1877-1958), tidligere ordfører i Los Angeles
- Charlie Siringo (1855-1928), forfatter
- Myrtle Stedman (1883-1938), skuespillerinde
- Slim Summerville (1892-1946), skuespiller

### T
- Billie Thomas (1931-1980), skuespiller
- Big Mama Thornton (1926-1984), sangerinde, sangskriver

### U
Tekst mangler, hjælp os med at skrive teksten

### V
Tekst mangler, hjælp os med at skrive teksten

### W
- T-Bone Walker (1910-1975), bluesartist
- Bobby Wallace (1873-1960), baseballspiller
- Larry Williams (1935-1980), sanger, sangskriver
- Paul Williams (1894-1980), arkitekt
- Murry Wilson (1917-1973), musiker, pladeproducent, fader til Brian Wilson, Carl Wilson og Dennis Wilson i The Beach Boys
- Arthur Winston (1906-2006), ansat i Los Angeles Metro i 76 år
- John D. Works (1847-1928), politiker
- Syreeta Wright (1946-2004), sangerinde, sangskriver

### X
Tekst mangler, hjælp os med at skrive teksten

### Y
- Carleton G. Young (1907-1971), skuespiller

### Z
Tekst mangler, hjælp os med at skrive teksten